# Rubén Rézola
Rubén Oscar Rézola Voisard (Santa Fe, 21 de abril de 1991) es un deportista argentino que compite en piragüismo en la modalidad de aguas tranquilas.
Ganó tres medallas en los Juegos Panamericanos entre los años 2011 y 2019. Participó en tres Juegos Olímpicos de Verano entre los años 2012 y 2020, donde finalizó 5.º en Londres 2012 (K2 200 m), 16.º en Río de Janeiro 2016 (K1 200 m) y 15.º en Tokio 2020 (K1 200 m).
En 2020 fue elegido por la Fundación Konex como uno de los cinco mejores canoistas de la última década en Argentina.

## Palmarés internacional
| Juegos Panamericanos | Juegos Panamericanos | Juegos Panamericanos | Juegos Panamericanos |
| Año                  | Lugar                | Medalla              | Competición          |
| -------------------- | -------------------- | -------------------- | -------------------- |
| 2011                 | Guadalajara (México) | Medalla de plata     | K2 200 m             |
| 2015                 | Toronto (Canadá)     | Medalla de oro       | K2 200 m             |
| 2019                 | Lima (Perú)          | Medalla de bronce    | K1 200 m             |